# Drijfriemenfabriek (Haarlem)
De Drijfriememfabriek was een bedrijf te Haarlem. Het was sinds 1801 gevestigd aan het Spaarne en is gelegen net ten noorden van de spoordijk van de spoorlijn Amsterdam — Haarlem. Sinds 2011 is Stadsstrand De Oerkap, simpelweg ook wel De Oerkap genoemd, gevestigd in en om de voormalige fabriek.

## Geschiedenis
Het bedrijf werd in 1801 opgericht aan Harmenjansweg 95 als leerlooierij als A. Drost & Zn., door Adriaan Drost. In 1900 ging men over op de fabricage van lederen drijfriemen, waarmee tegemoetgekomen werd aan de toenemende industrialisatie. Het bedrijf werd omgedoopt in N.V. Mij. tot Voortzetting van de Drijfriemenfabriek v/h A. Drost & Zn.. In de jaren 30 kreeg het concurrerende bedrijf Prakke uit Eibergen aandelen in het bedrijf, dat de fabriek in 1973 verkocht.
In 2001 werd de Gemeente Haarlem eigenaar van het pand. Het bedrijfspand kreeg een tijdelijke herbestemming met oefenruimten, een fietsenmaker en een terras. In 2015 kwam het geheel in bruikleen van een horeca-ondernemer, die een stadsstrand aan de Spaarne realiseerde. De gemeente is voornemens de fabriek te verkopen.